# Joel Camargo
Joel Camargo (Santos, 1946. szeptember 18. – Santos, 2014. május 23.) világbajnok brazil válogatott labdarúgó.
A brazil válogatott tagjaként részt vett az 1970-es világbajnokságon.

## Pályafutása

### A válogatottban
1964 és 1970 között 28 alkalommal szerepelt a brazil válogatottban. Tagja volt az 1970-es világbajnok csapatnak.

## Sikerei, díjai
Santos
- Paulista bajnok (5): 1964, 1965, 1967, 1968, 1969
- Taça Brasil (2): 1964, 1965
- Torneio Rio-São Paulo (2): 1964, 1966
- Torneio Roberto Gomes Pedrosa (1): 1968
- Mineiro bajnok (2): 1969, 1972
- Interkontinentális bajnokok szuperkupája (1): 1968

Brazília
- Világbajnok (1): 1970